# Frits Weiland
Frits Weiland (Bilthoven, 1933) is een Nederlands componist, filmmaker en publicist, gespecialiseerd in de elektronische muziek. 
Na zijn studies radiotechniek, muziek, akoestiek en architectuur is hij onder andere werkzaam geweest bij de Nederlandse radio en televisie, de Nederlandse Filmacademie, de Universiteit Utrecht en het Koninklijk Conservatorium in Den Haag. 
Zijn artistieke activiteiten bestrijken composities voor tape, film en radio, waarbij hem een autonome radiokunst voor ogen staat, naast de oorspronkelijke taak van het openbare medium als distributeur van gesproken woord en muziek. De radio is voor hem een onmisbaar medium naast de conventionele concertpraktijk. Hij publiceerde over deze onderwerpen in boeken, museumcatalogi, tijdschriften en radioprogramma's in binnen- en buitenland.
In 1988 ontving Frits Weiland het ereburgerschap van de stad Baltimore in de Verenigde Staten als waardering voor zijn werk, met name de coördinatie van een internationaal symposium over elektronische muziek en radio en zijn compositie The Wetness of the Baltimore Aquarium. Hij is lid van het Genootschap van Nederlandse Componisten, van Arti et Amicitiae in Amsterdam en van het Utrechts Klokkenluiders Gilde. 

## Levensloop
Frits Weiland studeerde, na het behalen van het diploma HBS-B aan het Tweede Vrijzinnig-Christelijk Lyceum in Den Haag, muziektheorie bij Hans Brandts Buys aan het Hilversums Muzieklyceum, bouwfysica en akoestiek aan de Technische Universiteit Delft en radiotechniek aan de HTS in Den Haag. Zijn muziekstudie rondde hij af aan het Koninklijk Conservatorium in Den Haag met het behalen van het diploma muziektheorie. Tijdends zijn opleiding ontstond bij hem een groeiende interesse in de relatie tussen muziek en bewegend beeld.
Zijn veelzijdige opleiding kwalificeerde hem voor belangrijke innovatieve werkzaamheden. In 1959 werd hij bij de Nederlandse Televisie Stichting door de toenmalige chef cultuur Stefan Felsenthal tot "muziekactivist" benoemd, een positie waarin hij als beeldtechnicus fungeerde. 
In 1961 kreeg Frits Weiland een aanstelling als wetenschappelijk medewerker aan de Rijksuniversiteit Utrecht nadat de activiteiten van de Studio voor Elektronische Muziek van het Philips Natuurkundig Laboratorium naar deze universiteit waren overgebracht. Als universitair instituut onderging de studio, al snel omgedoopt tot Instituut voor Sonologie, een ver strekkende wijziging in materiële en personele zaken, maar vooral ook in de artistieke doelstelling. Een nieuwe onderwijsstaf en een nieuw artistiek elan waren nodig voor de creatie van de muziekspecialiteit "sonologie". Frits Weiland leverde een substantiële bijdrage in deze koerswijziging. Vrijwel alle concerten  op het gebied van elektronische muziek in Utrecht, in het Stedelijk Museum in Amsterdam en later in het Holland Festival werden door hem georganiseerd. Zijn deelname aan de "Darmstädter Ferienkurse für Neue Musik" in 1962, 1964 en 1965 bracht hem in contact met Pierre Boulez, Karel Goeyvaerts, Henri Pousseur, Karlheinz Stockhausen, Bruno Maderna en György Ligeti. 
Het Instituut voor Sonologie participeerde in de Biennale van Zagreb, de Biënnale van Venetië, de Warschauer Herbst, Pro Musica Nova (Radio Bremen) en de Komponisten Tage in Praag en Plzeň. Voor de Nederlandse radio verzorgde Weiland cursorische uitzendingen onder de titel Muziek zonder Podium (1970-1973) en een serie van dertien uitzendingen over de componist Arnold Schönberg (1974).
Met Gottfried Michael Koenig, Jan Broeckx en Herman Sabbe was hij medeoprichter en redactielid van het tijdschrift Journal of New Music Research. Naast publiciteitswerkzaamheden en betrokkenheid bij vele theatrale, muzikale en cinematografische activiteiten was hij gastdocent voor muziek aan de Nederlandse Film- en Televisie Academie (1979-1980). Toen het Instituut voor Sonologie in 1986 verhuisde naar het Koninklijk Conservatorium in Den Haag was Weiland daar tot 1996 docent in deeltijd.
Daarnaast was hij gastdocent en composer-in-residence in de Verenigde Staten, Japan, Canada en Taiwan. Na zich gevestigd te hebben in Prescott in Arizona gaf hij lezingen en tapeconcerten in Californië, Santa Fe (New Mexico) en Los Angeles. Hij werkte mee aan radio-uitzendingen van publieke omroepstations in San Francisco, Los Angeles en Denver (Colorado).
Zijn voortlevende belangstelling voor bouwkunde leidde tot een architectuurstudie aan het Yavapai College in Prescott, waarna hij werkzaam was bij onder andere architectenburo Mart van Schijndel en Paolo Soleri Arcosanti Architects. In 1995, 1998 en 2000 was hij docent aan de "Sommerakademie auf den Kykladen" op uitnodiging van de Fachhochschule Düsseldorf, Fachbereich Architektur.
De muziek van Frits Weiland bevindt zich in het Instituut voor Sonologie aan het Koninklijk Conservatorium in Den Haag; de films zijn gearchiveerd in en worden uitgeleend door het Nederlands Instituut voor Beeld en Geluid te Hilversum.

## Werken
- 1959 Etude ’59, muziek voor radio
- 1960 Een stad ontwaakt, muziek voor radio
- 1961 Studie in lagen en impulsen, muziek voor grammofoonplaat (Donemus)
- 1961 De Werkelijkheid van Karel Appel, filmmuziek met Karel Appel voor de gelijknamige film van Jan Vrijman
- 1961 Musique Barbare, voor grammofoonplaat (Philips), met Karel Appel
- 1962 Zeilen, filmmuziek met Hans Kox
- 1962 De Zwarte Bonenluis, filmmuziek met Rens Groot voor de Stichting Film en Wetenschap
- 1964 Fantasy in Orbit, voor grammofoonplaat (Philips) met Tom Dissevelt
- 1964 Basic Mechanisms in Neuro-Physiology, filmmuziek voor de Stichting Film en Wetenschap
- 1965 Banden uit het Labyrint, theatermuziek met Peter Schat voor zijn opera Labyrint
- 1965 De Aleph, concertmuziek met Peter Schat
- 1965 Klanken voor beeldende projekten in Den Haag (CS) en Amsterdam (Ravensbrueck Monument) (met Joost van Santen)
- 1966 Klanken voor Muziektheater Tremens van Mauricio Kagel
- 1967 Darts, toneelmuziek met Peter Schat voor ASTU Studententoneel Utrecht ter opening van de Nederlandse Boekenweek
- 1968 Lykensynode, toneelmuziek met Lodewijk de Boer voor Toneelgroep Studio Amsterdam (Kees van Iersel)
- 1968 Darts 1968, toneelmuziek met Lodewijk de Boer voor Toneelgroep Studio
- 1968 Textuur, muziek voor grammofoonplaat (Philips)
- 1969 Filmproject 1 – een onderzoek naar de relaties tussen klank en beeld
- 1969 De Tuin der Lusten, toneelmuziek met Louis Andriessen voor Arrabals gelijknamig toneelstuk, Toneelgroep Studio Amsterdam (Kees van Iersel)
- 1970 Spel zonder woorden, televisiemuziek voor Samuel Becketts gelijknamige VPRO-tv-productie
- 1971 Geluid ⇔ Kijken, audiovisuele tentoonstelling met curator Jan Martinet voor het Stedelijk Museum Amsterdam met werk van Ton Bruynèl, Dick Raaijmakers en Peter Struycken
- 1972 Sound ⇔ Sight, documentaire film met Ernst Bresser over de expositie Geluid ⇔ Kijken in het Stedelijk Museum in opdracht van het Instituut voor Sonologie RUU
- 1974 Fourteen Days After, tapemuziek, in opdracht van Radio Belgrado Third Program
- 1975 Filmproject 2, in opdracht van Ministerie van CRM
- 1975 Begleitscene zu einer Lichtspielmusik - een film bij Arnold Schönbergs orkestwerk Begleitmusik zu einer Lichtspielscene (op.34. 1929/1930), in opdracht van Ministerie van CRM
- 1977 Istanbul, tapemuziek
- 1977 Istanbul Depart, tapemuziek
- 1977/79 Orient Express, tapemuziek
- 1979 Sava, tapemuziek
- 1977/79 Direct-Orient Express, tapemuziek,
- 1982 Abiquiu, tapemuziek, in opdracht van het Fonds voor de Scheppende Toonkunst
- 1982/83 Arcosanti, tapemuziek
- 1983 Valencia CA and The Ocean, tapemuziek
- 1984 The Art of Flying, tapemuziek
- 1985 Nevers mon amour, tapemuziek
- 1986 Music for the Mesa: A.M. Music, Noon Music, P.M. Music and Night Music
- 1989 About the wetness of the Baltimore Aquarium, tapemuziek
- 1990 About the dryness of Florence Arizona, tapemuziek
- 1991 Wind for flutes and tape, in opdracht van Swets&Zeitlinger/Journal of New Music Research
- 1998 Harbour Symphony for shiphorns, in opdracht van de City of St. John's, Newfoundland, Canada

## Afbeeldingen

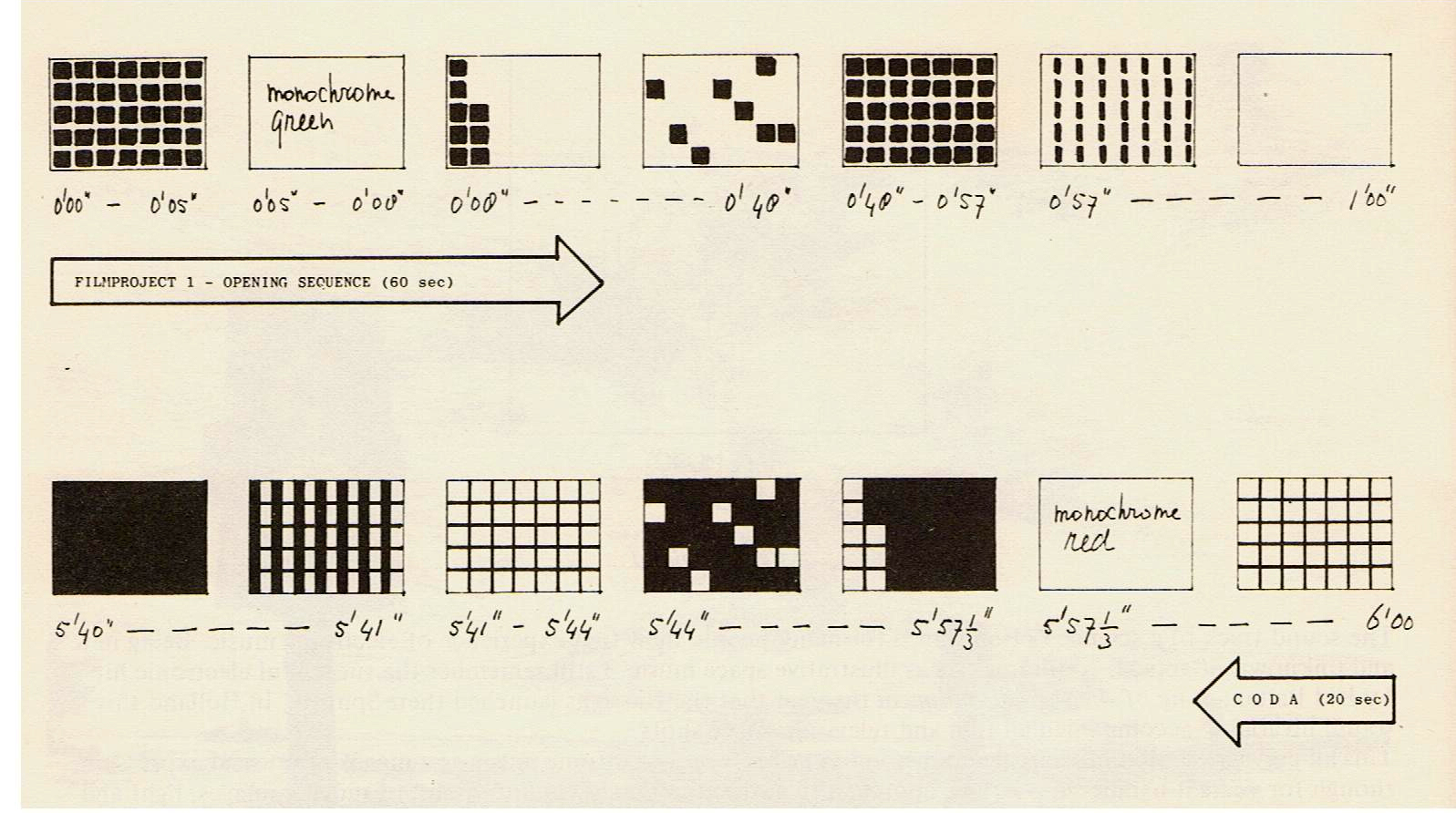
Filmproject 1 (1969): storyboard opening. Filmproject 1 is een korte experimentele film van zes minuten. Het is een onderzoek naar de relaties tussen klank en bewegende beelden. Geluid en beeld worden volgens hetzelfde plan met vergelijkbare methoden gevarieerd in de animatiefilmstudio en de studio voor elektronische muziek. Deze afbeelding toont het storyboard van de opening in 60 seconden en de slotscène in 20 seconden van de film in retrograde beweging, in de verkorting van 3:1.
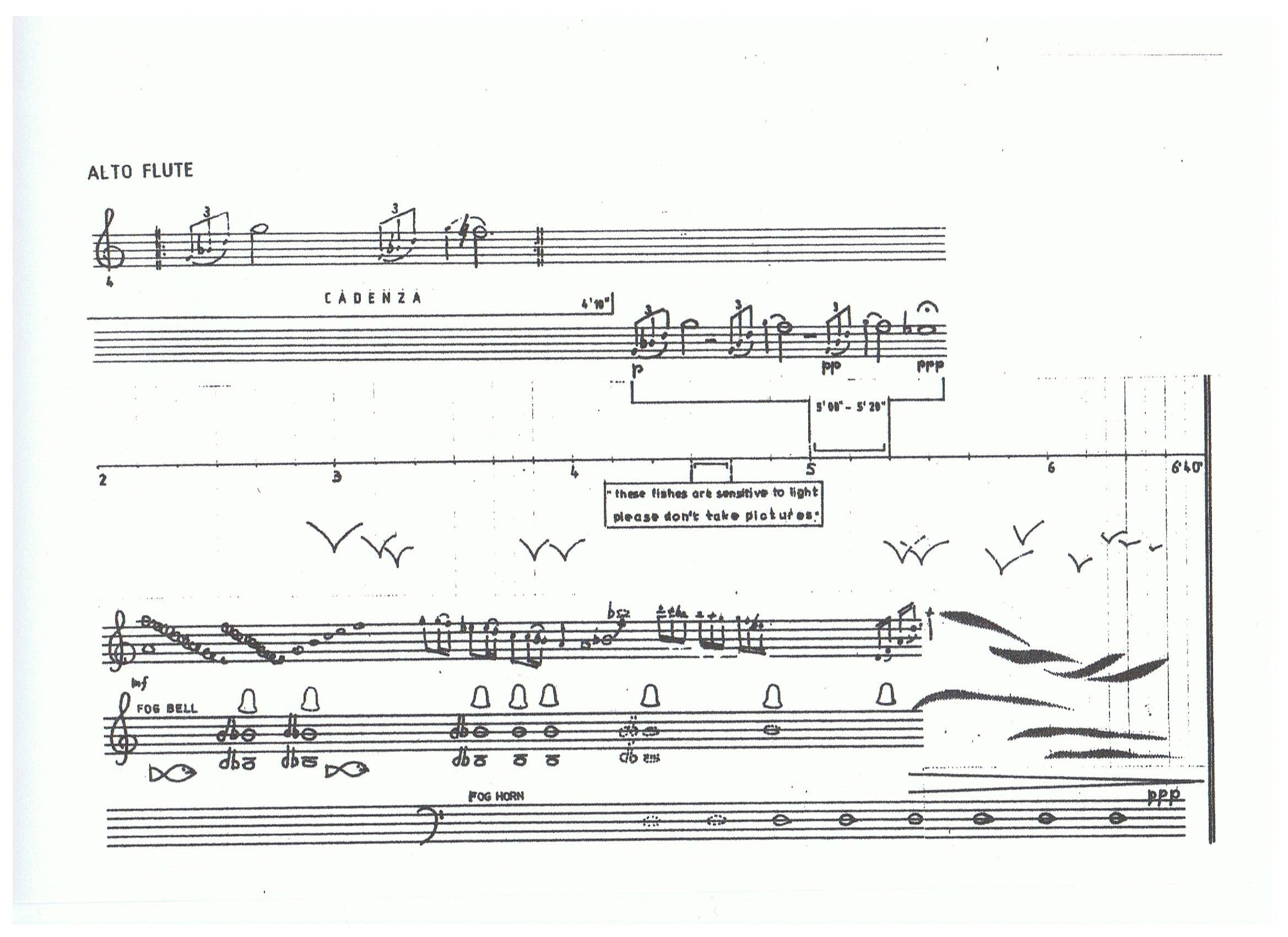
Slotfragment van de partituur Wind for flutes and tape (1991). Boven de horizontale tijdas -verdeeld in minuten en seconden- zijn de laatste noten voor de fluitist genoteerd. Onder de tijdas zijn tevoren door de componist op tape vastgelegde klankbewerkingen in een idiomatische symboolnotatie opgetekend. Er klinken uit de luidsprekers misthoorns, aflopende toonreeksen, water en schreeuwende meeuwen. Voor de uitvoerende musicus geeft een dergelijke notatie aan hoe het stuk verloopt in de tijd. Voor goede synchronisatie tussen tape en musicus is een digitale klok met minuten en seconden vereist.

## Publicaties
- Elektronische Muziek. In: Kunst in Utrecht 1965, jaargang 3, no.5 (Stichting voor Culturele Publiciteit)
- Notatiemogelijkheden van elektronische muziek. In: Kunst in Utrecht 1965, jaargang 3, no.7 (Stichting voor Culturele Publiciteit)
- Music and Film Theory. Instituut voor Sonologie, Rijksuniversiteit Utrecht, 1966
- Jeugd en Elektronische Muziek. In: Kunst en opvoeding, 1967, jaargang 12, no 5.
- Jan Boerman – Elektronische Muziek in de Neudeflat. In: Kunst & Utrecht 1967, jaargang 1, no. 3 (Stichting voor Culturele Publiciteit)
- Een hernieuwde studio voor elektronische muziek van de Utrechtse Rijksuniversiteit. In: Kunst & Utrecht 1967, jaargang 1 no.3 (Stichting voor Culturele Publiciteit)
- Nieuwe Muziek in Warschau en Praag. In: Kunst & Utrecht 1967, jaargang 1 no. 4 (Stichting voor Culturele Publiciteit)
- Mensen en Muziek in Moskou. In: Kunst & Utrecht 1968, jaargang 1, no. 6 (Stichting voor Culturele Publiciteit)
- Heeft Utrecht nog een nieuwe concertzaal nodig? In: Kunst & Utrecht 1968, jaargang l, no. 9/10 (Stichting voor Culturele Publiciteit)
- Frits Weiland interviewt Hans Otte. In: Kunst & Utrecht 1968, jaargang 2, no. 3 (Stichting voor Culturele Publiciteit)
- Electronic Music in the Netherlands. In: Sonorum Speculum, no. 33, 1967/68. Donemus Amsterdam
- Elektronische Muziek. In: Grote Winkler Prins Encyclopedie, 1968.
- Elektronische Muziek. In: De Nieuwe Winkler Prins Supplement, 1969
- Elektronska Muzika u Holandiji. In:  ZVUK Jugoslovenska Muzicka Revija, no. 94, 1969. Sarajevo
- Muziek Biennale Zagreb. In: Utrechts Nieuwsblad, 25-5-1969
- Dutch Electronic Music Studios. In: Recorded Sound, no. 36, 1969. British Institute of Recorded Sound.
- Besloten kunstgenot en muzikale vrijetijdsbesteding - Gedachten over een muziekcentrum. In: Mens en Melodie, Jubileumnummer Muzikaal Eeuwkwartaal, jaargang 25, no. 12, 1970. Het Spectrum, Utrecht
- Das Institut für Sonologie an der Rijksuniversiteit Utrecht. In:  MELOS Zeitschrift für Neue Musik, 38. Jahr, Heft 1, 1971. Schott Verlag, Mainz
- Het Instituut voor Sonologie te Utrecht. In:  Mens en Melodie, jaargang 26, no. 7, 1971. Het Spectrum, Utrecht
- Geluid ⇔ Kijken, 3 Audiovisuele projekten. In: Museumjournaal, Serie 16, no. 2, 1971. Stichting Kunstpublikaties, Amsterdam
- Three Audio-Visual Projects. In:  Sonorum Speculum no. 48, 1971. Donemus Amsterdam
- Relationships between Sound and Image. In: Electronic Music Reports, no. 4, Utrecht State University, 1971. Swets & Zeitlinger Amsterdam
- Geluid en Beeld. In: Museumjournaal, Serie 17, no. 5, 1972. Stichting Kunstpublicaties, Amsterdam
- The Institute of Sonology at Utrecht State University. In: Sonorum Speculum, no.52, 1973. Donemus Amsterdam
- Electronic Music - Musical Aspects of the Electronic Medium. Institute of Sonology, Utrecht State University, 1975
- Arnold Schoenberg Alive And Well. In: INTERFACE, Vo1. 6, no. 3/4, 1977. Swets & Zeitlinger, Amsterdam
- Tape Music and Film. In: Key Notes, no. 8, 1978. Donemus, Amsterdam
- Tonal and Rhythm Patterns: An Objective Analysis. Boekbespreking in:  INTERFACE Vol. 5 no. 4	1976. Ed. Swets & Zeitlinger Amsterdam
- Beyond Schenkerism. Boekbespreking in: INTERFACE, Vol. 7, no. 2/3, 1978. Swets & Zeitlinger, Amsterdam
- International Electronic Music Discography (met M. Kondracki en  M. Stankiewicz) 1979, Schott Verlag, Mainz, p. 1-174. ISBN 3-7957-0150-3
- Der gelbe Klang. In: INTERFACE - Journal of New Music Research, Vol.  10, no. 1, 1981. Swets & Zeitlinger, Amsterdam
- Elektronische Muziek (met Stan Tempelaars) 1982, Bohn, Scheltema & Holkema, Utrecht, p.I-VIII/1-240   ISBN 90 313 0531 6[7]
- Stockhausen in Den Haag (redactie en samenstelling) Koninklijk Conservatorium Den Haag met M. Manion en B. Sullivan, 1983 Vonk Uitgevers, Zeist, pp.1-96, ISBN 90 07413 76 7
- Cinema sonore and thinking in images. In: Reason, Emotion and Music, pp.319-326. Editors: L. Apostel, H. Sabbe, F. Vandamme, Communication & Cognition, R.U.Ghent, 1983, ISBN 90-70963-19-1
- Elektronische muziek. In: Grote Winkler Prins Encyclopedie, 8e druk
- Musica Leaves the Concert Hall, But She Doesn't Like the Videoclip Either. In:  Journal of New Music Research, Vol. 21, no. 1, 1992. Swets & Zeitlinger, Amsterdam
- Mémoires analogiques 1948 – 1977. Gaudeamus 50 jaar Muziekweek. Programma "Electronic Circus". Stedelijk Museum Amsterdam, 1995
- Musique acousmatique or the elegance of invisible music. CD Edition/Director's Cut, OSBA, 1996
- Iannis Xenakis, architect en componist (1922 – 2001). In: Programmaboek 10 jaar Noorderkerkconcerten in het kader van de manifestatie "Music, Space and Architecture", door Concertgebouw, ARCAM en Academie voor Bouwkunst, Amsterdam, 2010.

- International Standard Name Identifier: 0000 0001 1635 7096
- Library of Congress Control Number: n79149628
- MusicBrainz: 7e2d1519-48d1-4264-8e39-42abc2fbc8e1
- Nationale Bibliotheek van Israël: 987007277712605171
- Nederlandse Thesaurus van Auteursnamen: 068841124
- Système universitaire de documentation: 119596407
- Virtual International Authority File: 47334120
- WorldCat: E39PBJrWxKwrJKBcyrx3YpBQMP